# Joey Castillo
Joey Castillo est un batteur de rock  américain né le 30 mars 1966 à Gardena (Californie).

## Biographie
Il a commencé sa carrière en 1983 en devenant batteur du groupe de punk hardcore Wasted Youth (formation dans laquelle a également officié Dave Kushner, futur guitariste de Velvet Revolver).
Après la séparation du groupe qui eut lieu en 1988, Joey Castillo mis sa carrière musicale entre parenthèses et travailla pendant deux ans à l'aéroport de Los Angeles. En 1991, il fut invité à rejoindre le groupe de grunge Sugartooth.
En 1995, il est invité à remplacer Chuck Biscuits (batteur qui avait été une grande influence pour lui) au sein de Danzig. En raison de son implication dans le groupe Sugartooth il refusa la proposition dans un premier temps mais une personne inconnue appela le manager de Danzig de sorte que Joey Castillo soit convoqué à l'audition. Sans aucune préparation (il n'avait jamais écouté un seul album du groupe), il parvint néanmoins a impressionner Glenn Danzig, le leader du groupe, qui lui offrit la place. Malgré la forte instabilité et les nombreux changements de musiciens qui caractérisait alors Danzig, Joey Castillo resta huit ans au sein de la formation.
Parallèlement, il fonde en 1998 le groupe Zilch avec Paul Raven (Killing Joke) et hide (ex-X Japan), mais le décès accidentel de ce dernier qui survint quelques mois après empêchera le groupe d'atteindre le succès escompté.
Il quitte Danzig en 2002, et, à la suite du départ de Dave Grohl, rejoint le groupe Queens of the Stone Age. Il fera ses débuts dans ce groupe sur la tournée de l'album Songs for the Deaf et enregistrera par la suite les albums Lullabies to Paralyze et Era Vulgaris avec le même groupe.
En novembre 2012, Joey Castillo quitte Queens of the Stone Age, Josh Homme le leader du groupe confirme le départ du batteur dans une interview pour BBC Radio 1 . 
À la suite du départ de Jason Bonham au mois d'août 2014, il rejoint California Breed la formation de Glenn Hughes et Andrew Watt. Il participe entre 2015 et 2017 à plusieurs projets (et notamment Zakk Sabbath avec Zakk Wylde, Bloodclot, Royale Daemons et BL'AST!). En 2018, il rejoint le groupe de punk hardcore The Bronx pour leur tournée.
Côté vie privée Castillo sort avec Pixie Acia, ancienne manager de l'émission LA Ink.

## Équipement
Kit actuel : DW Drum
- 22"x20" Gros caisse
- 14"x12" Tom
- 18"x16" Tom
- 14"x7" caisse claire

Cymbale : Zildjian
- 13.25" Zildjian K Custom Hybrid
- 17" Zildjian K Custom Hybrid
- 24" Zildjian K Light Ride
- 18" Zildjian K Crash Ride
- 9" Zildjian Zil-bel (2007)